# Roufás
Roufás, en grec moderne : Ρουφάς, est un village du dème de Phaistos, en Crète, en Grèce. Selon le recensement de 2011, la population de Roufás compte 82 habitants. Il est situé à une altitude de 310 m et à 57 km de Héraklion.